# Vegard Stake Laengen
Vegard Stake Laengen (* 7. Februar 1989 in Oslo) ist ein norwegischer Radrennfahrer.

## Karriere
Vegard Stake Laengen Ende der Saison 2008 als Stagiaire für das norwegische Team Trek-Adecco. 2009 erhielt er einen regulären Vertrag beim Continental Team Joker Bianchi. In der Saison 2010 gewann Laengen mit der Gesamtwertung des Giro della Regione Friuli Venezia Giulia sein erster Sieg in einem internationalen Wettbewerb. 2011 gewann er die Bronzemedaille im Einzelzeitfahren der U23-Europameisterschaften.
In den Jahren 2012 bis 2014 fuhr Laengen für die Professional Continental Teams Team Type 1-Sanofi und Bretagne-Séché Environnement. Für Type 1 gewann er 2012 eine Etappe der Tour de Beauce.
Nach einem Jahr beim Team Joker, für das Laengen eine Etappe der Ronde de l’Oise sowie die Gesamtwertung und eine Etappe der Tour Alsace gewann, erhielt er für das Jahr 2016 einen Vertrag beim UCI WorldTeam IAM Cycling, für das er mit dem Giro d’Italia 2016 als 81. und der Vuelta a España 2016 als 83. seine ersten Grand Tours bestritt und beendete.
Nach Auflösung von IAM Cycling zum Saisonende 2016, wechselte er anschließend zum UAE Team Emirates. In seinem ersten Jahr bei dieser Mannschaft bestritt er seine erste Tour de France, die er als 127 beendete. Im Jahr 2018 wurde er norwegischer Meister im Straßenrennen.

## Erfolge
2010
- Gesamtwertung Giro della Regione Friuli Venezia Giulia

2011
- Europameisterschaft – Einzelzeitfahren (U23)

2012
- eine Etappe Tour de Beauce

2015
- eine Etappe Ronde de l’Oise
- Gesamtwertung und eine Etappe Tour Alsace

2016
- Norwegische Meisterschaft – Einzelzeitfahren

2018
- Norwegischer Meister – Straßenrennen

## Grand-Tour-Platzierungen
| Grand Tour            | 2016 | 2017 | 2018 | 2019 | 2020 | 2021 | 2022 | 2023 | 2024 |
| --------------------- | ---- | ---- | ---- | ---- | ---- | ---- | ---- | ---- | ---- |
| Giro d’ItaliaGiro     | 81   | –    | 102  | –    | –    | –    | –    | –    | 75   |
| Tour de FranceTour    | –    | 127  | –    | 107  | 82   | 112  | DNF  | 102  | –    |
| Vuelta a EspañaVuelta | 83   | –    | 107  | –    | –    | –    | –    | –    | –    |